# Innovaciones en la ortografía española (2010)
El 6 de noviembre de 2010, la Real Academia Española comunicó que habría cambios en la ortografía de la lengua. Esos cambios fueron ratificados el 28 de noviembre de 2010 en una reunión de académicos en el marco de la Feria Internacional del Libro en Guadalajara (México). Una vez aprobados los cambios, el 17 de diciembre de 2010, en una sesión conjunta del pleno de la Real Academia Española (RAE) y de la Asociación de Academias de la Lengua Española (ASALE), se presentó la nueva edición de la Ortografía de la lengua española, que sustituyó a la ortografía de 1999 anteriormente vigente.

## Principales cambios ortográficos
Los principales cambios ortográficos de la lengua española aprobados en 2010 son:

### Exclusión de los dígrafos ch y ll del abecedario
Se excluyen definitivamente del abecedario los signos ch y ll, ya que, en realidad, no son letras, sino dígrafos, esto es, conjuntos de dos letras o grafemas que representan un solo fonema. Estos dígrafos no están incluidos en los diccionarios desde el X Congreso de la Asociación de Academias de la Lengua Española, celebrado en 1994, y viene aplicándose desde entonces en todas las obras académicas. Las palabras que comienzan por estos dígrafos o que los contienen no se alfabetizan aparte, sino en los lugares que les corresponden dentro de la c y de la l, respectivamente.
La eliminación de los dígrafos ch y ll del inventario de letras del abecedario no supone, en modo alguno, que desaparezcan del sistema gráfico del español. Estos signos dobles seguirán utilizándose como hasta ahora en la escritura de las palabras españolas: el dígrafo ch en representación del fonema /tʃ/ (chico [/tʃíko/]) y el dígrafo ll en representación del fonema /ʎ/ o, para hablantes yeístas, del fonema /ʝ/ (calle [/kaʎe/, /kaʝe/]). La novedad consiste, simplemente, en que dejan de contarse entre las letras del abecedario.

### Nombres recomendados de las letras del alfabeto
La nueva ortografía no pretende interferir en la libertad de cada hablante de seguir utilizando el nombre al que esté habituado.
Los cambios propuestos en algunos nombres de las letras son:
| Letra | Nombre recomendado                | Otros nombres admitidos                                                            |
| ----- | --------------------------------- | ---------------------------------------------------------------------------------- |
| b     | be                                | be alta, be grande, be larga                                                       |
| i     | i                                 | i latina                                                                           |
| r     | erre                              | (se desecha definitivamente ere y no se aconseja ningún otro nombre)               |
| v     | uve                               | ve baja, ve chica, ve chiquita, ve corta, ve pequeña                               |
| w     | uve doble                         | doble uve, doble u, doble ve, u doble, ve doble                                    |
| y     | ye (pronunciado /je/ o bien /ʝe/) | i griega                                                                           |
| z     | zeta                              | (se desecha definitivamente ceta, ceda y zeda y no se aconseja ningún otro nombre) |

### Eliminación de la tilde diacrítica

#### Eliminación de la tilde en el adverbiosolo
La palabra solo, tanto cuando es adverbio (equivalente a solamente) como cuando es adjetivo, no debe llevar tilde según las reglas generales de acentuación. Aun así, las reglas ortográficas anteriores prescribían el uso de tilde diacrítica en el adverbio solo para distinguirlo del adjetivo solo, cuando en un mismo enunciado eran posibles ambas interpretaciones y podían producirse casos de ambigüedad, como en los ejemplos siguientes: Trabaja sólo los domingos (= trabaja solamente los domingos), para evitar su confusión con Trabaja solo los domingos (trabaja sin compañía los domingos). Sin embargo, ese empleo tradicional de la tilde en el adverbio solo no cumple el requisito fundamental que justifica el uso de la tilde diacrítica, que es el de oponer palabras tónicas o acentuadas a palabras átonas o inacentuadas formalmente idénticas, ya que solo es siempre palabra tónica en cualquiera de sus funciones. Por eso, a partir de ahora se podrá prescindir de la tilde en estas formas incluso en casos de ambigüedad. La recomendación general es, pues, no tildar nunca esta palabra.
Las posibles ambigüedades pueden resolverse casi siempre por el propio contexto comunicativo (lingüístico o extralingüístico), en función del cual solo suele ser admisible una de las dos opciones interpretativas. Los casos reales en los que se produce una ambigüedad que el contexto comunicativo no es capaz de despejar son raros y rebuscados, y siempre pueden evitarse por otros medios, como el empleo de los sinónimos solamente o únicamente.

#### Eliminación de la tilde en los pronombres demostrativos
Los demostrativos este, ese y aquel, con sus femeninos y plurales, funcionan como pronombres (Este es tonto; Quiero aquella) o como determinantes (aquellos tipos, la chica esa), no deben llevar tilde según las reglas generales de acentuación, bien por tratarse de palabras llanas terminadas en vocal o en -s, bien, en el caso de aquel, por ser aguda y acabar en consonante distinta de n o s. Aun así, las reglas ortográficas anteriores prescribían el uso de tilde diacrítica en los pronombres demostrativos para distinguirlos de los determinantes demostrativos, cuando en un mismo enunciado eran posibles ambas interpretaciones y podían producirse casos de ambigüedad, como en los ejemplos siguientes: ¿Por qué compraron aquéllos libros usados? (aquéllos es el sujeto de la oración), frente a ¿Por qué compraron aquellos libros usados? (el sujeto de esta oración no está expreso y aquellos acompaña al sustantivo libros). Sin embargo, ese empleo tradicional de la tilde en los pronombres demostrativos no cumple el requisito fundamental que justifica el uso de la tilde diacrítica, que es el de oponer palabras tónicas o acentuadas a palabras átonas o inacentuadas formalmente idénticas, ya que los demostrativos son siempre palabras tónicas en cualquiera de sus funciones. Por eso, a partir de ahora se podrá prescindir de la tilde en estas formas incluso en casos de ambigüedad. La recomendación general es, pues, no tildar nunca estas palabras. 
Las posibles ambigüedades pueden resolverse casi siempre por el propio contexto comunicativo (lingüístico o extralingüístico), en función del cual solo suele ser admisible una de las dos opciones interpretativas. Los casos reales en los que se produce una ambigüedad que el contexto comunicativo no es capaz de despejar son raros y rebuscados, y siempre pueden evitarse por otros medios, como el empleo de una puntuación adecuada, la inclusión de algún elemento que impida el doble sentido o un cambio en el orden de palabras que fuerce una única interpretación.

#### Supresión de la tilde en laoescrita entre cifras y entre signos
Hasta ahora se venía recomendando escribir con tilde la conjunción disyuntiva o cuando aparecía entre dos cifras o entre dos signos (por ejemplo + o -), a fin de evitar que pudiera confundirse con el cero. Este uso de la tilde diacrítica no está justificado desde el punto de vista prosódico, puesto que la conjunción o es átona (se pronuncia sin acento) y tampoco se justifica desde el punto de vista gráfico, ya que tanto en la escritura mecánica como en la manual los espacios en blanco a ambos lados de la conjunción y su diferente forma y menor altura que el cero evitan suficientemente que ambos signos puedan confundirse (1 o 2, frente a 102). Por lo tanto, a partir de este momento, la conjunción o se escribirá siempre sin tilde, como corresponde a su condición de palabra monosílaba átona, con independencia de que aparezca entre palabras, cifras o signos.

### Prefijos
Aunque tradicionalmente los prefijos ya se escribían unidos a la palabra base por coherencia con el sistema ortográfico de la lengua española e incluso su propia manera de entender la lingüística, la ASALE no ofrecía normas concretas y oficiales para su escritura, lo que cambió en 2010 con la publicación de la Ortografía de la lengua española, ya que recopila, expone y explica la norma culta al respecto e incluye algunas modificaciones.
Cuando la palabra base del prefijo es una sola palabra, el prefijo deberá soldarse a ella:
antiadherente
antirrobo
antitabaco
cuasiautomático
cuasidelito
exalcohólico
exjefe
exministro
exnovio
expresidente
posmoderno
posventa
precontrato
prepago
proamnistía
probritánico
provida
superaburrido
superbién
supermodelo
vicealcalde
vicesecretario
No importa si la palabra base lleva detrás un complemento o adjetivo:
exjugador canalla
exnovio despechado
expresidente brasileño.
El prefijo no se debe unir con guion a la palabra base, ni se debe separar de la palabra base mediante un espacio en blanco:
no «anti-mafia» ni «anti mafia» sino «antimafia»
no «anti-cancerígeno» ni «anti cancerígeno» sino «anticancerígeno».
Si una palabra está formada por varios prefijos que se han soldado a la palabra base, estos deben escribirse igualmente soldados, sin guion intermedio:
antiposmodernista
requetesuperguapo.
En cambio cuando la palabra base comienza por mayúscula (ya sea porque es una sigla o a un nombre propio), el prefijo deberá unirse a ella mediante un guion:
anti-ALCA
mini-USB
pos-Gorbachov
pro-Castro.
En estos casos el guion sirve para evitar la anomalía que supone que aparezca una minúscula seguida de una mayúscula en posición interior de palabra.
También es necesario emplear el guion cuando la base es un número, con el fin de separar la secuencia de letras de la de cifras:
sub-21
super-8.
Cuando la base está constituida por varias palabras, el prefijo deberá escribirse separado:
pro Benedicto XVI
anti pena capital
ex cabeza rapada (ya que las dos palabras forman un término pluriverbal).
ex número uno
ex primera dama
pero no «ex presidente brasileño» sino «expresidente brasileño».
ex relaciones públicas
ex teniente de alcalde
pre Segunda Guerra Mundial
pro derechos humanos
pro Fidel Castro (pero pro-Fidel, pro-Castro o procastrista).
super en forma
vice primera ministra
Se recomienda simplificar las vocales dobles que aparecen al aplicar un prefijo siempre que no existan problemas de identificación del término o de confluencia con otro ya existente de diferente significado y se simplifique en la pronunciación cuidada en todos los niveles de la lengua oral:
antincendios
contrataque
prelegir
antitaliano
Sin embargo, no se simplifican las vocales cuando no se simplifican en la pronunciación o cuando pueda producirse una confusión con otra palabra existente:
reenunciar (‘volver a enunciar’) en vez de renunciar (‘abandonar’).
semiilegal (‘casi ilegal’), en vez de semilegal (‘casi legal’).
Tampoco se simplifican las vocales cuando media una hache:
antihinduista
extrahábil
prehelénico
prohombre
semihíbrido
vicehechicero
Con los prefijos co- y bio-, no se simplifica la doble vocal en ningún caso, aunque con co- se admite:
cooperar
cooficial
coopositor
biooceánico
Se prefiere la forma pos- a post-, con una excepción: si la palabra a la que se une este prefijo comienza por s, se recomienda post para evitar dos eses seguidas. Ante un nombre compuesto se escribe separado y ante un nombre propio, sigla o cifra se escribe con guion.
posguerra
posdata
posmodernidad
posoperatorio
posparto
postsocialismo
postsindical
pos Edad Media
posguerra civil
pos-Picasso
pos-Renacimiento
Las palabras ya asentadas con el prefijo sin- con el sentido de ‘carencia’ se escriben unidas. En las de nueva formación se puede
escribir unido o separado (pero no con guion). Si se une, ante b y p se convierte en sim-.
la sinrazón
el sinsabor
el sinvivir
el sinsentido
el sinsustancia
sinigual o sin igual
simpar o sin par
sintecho o sin techo
sintierra o sin tierra
simpapeles o sin papeles
Cuando se une sub- a una palabra que empieza por b, se conservan ambas consonantes, con excepción de subranquial y subrigadier.
subboreal
subbase
Se recomienda simplificar siempre trans- como tras-, salvo cuando se aplica a palabras que empiezan por s.
trascendental
trasportar
traslúcido
trasoceánico
trasparente
traspapelar
traspaso
transexual
transiberiano

### Mayúsculas y minúsculas
Los cargos se escriben con minúscula inicial, vayan o no acompañados del nombre de la persona que los tiene.
el rey Juan Carlos I
el papa Pío IX
el ministro
el presidente
el director general
el juez
el magistrado
Los tratamientos se escriben con minúscula inicial. Sus abreviaturas, sin embargo, se siguen escribiendo con mayúscula.
| don           | D.       |
| hermano       | Hno.     |
| señor         | Sr.      |
| su santidad   | S. S.[5] |
| su excelencia | S. E.[5] |
| monseñor      | Mons.    |
| ilustrísimo   | Ilmo.    |
| excelentísimo | Excmo.   |
Los artículos en topónimos se escriben con mayúscula cuando forman parte del nombre propio, pero en las comarcas se escriben con minúscula. En el primer caso el artículo no se contrae, mientras que en el segundo sí.
El Cairo
El Salvador
La Haya
la Mancha
la Alcarria
el Bierzo
el Algarve
de El Cairo
de El Salvador
del Bierzo
del Algarve
Las costas se escriben con mayúscula, incluso en el genérico.
Costa Azul
Costa Brava
Cuando el nombre específico de una península es un adjetivo que alude a un topónimo se escribe, como caso particular, con minúscula.
península ibérica
península arábiga
península itálica
pero
península Valiente
En los premios, se escriben con mayúscula todas las palabras significativas. La categoría se escribe con mayúscula en los grandes premios internacionales y en minúscula en el resto. Cuando se alude al objeto que representa el premio o a la persona premiada, se escribe con minúsculas.
el Premio Nobel de Física
el Óscar a la mejor dirección
entrevistan al premio nobel de literatura
el director posó con su óscar
Los puntos cardinales se escriben con minúscula, salvo cuando son parte de un nombre propio (no son nombres propios los puntos y líneas imaginarias).
rumbo al norte
hemisferio sur
el sureste de la ciudad
el polo norte geográfico
América del Norte
Corea del Sur
Europa del Este
Es admisible el uso combinado de mayúsculas y minúsculas en las siglas.
ARNm
PCEr
JpD
UNMdP
DGTel
Los acrónimos (siglas que se leen como palabras corrientes, no deletreadas) se pueden escribir íntegramente en minúsculas, si corresponden a nombres comunes, o en minúsculas con mayúscula inicial, si corresponden a nombres propios. En estos casos, se acentúan conforme a las normas generales.
uci
ovni
radar
módem
euríbor
Mercosur
Unesco
Unicef

### Otras reglas
- La eliminación de las tildes en las palabras que se consideran monosílabas por la presencia de un diptongo ortográfico. Esta regla se aplica solo en la escritura, no en la pronunciación (mientras que en la mayor parte de España son pronunciadas como palabras bisílabas, hay zonas de Hispanoamérica en que se pronuncian como monosílabas). Esto ocurre, por ejemplo, con las palabras guion, truhan, ion... siendo incorrectas las formas guión, truhán, ión...
- La letra q en préstamos y topónimos mayores se adapta a la ortografía española:

Iraq → es mejor Irak
Qatar → Catar
quórum → cuórum
quark → cuark
Nota: La q solo aparecerá en las cadenas que y qui o en extranjerismos y latinismos, que, en cambio, se escribirán en cursiva y sin tilde (el quorum, el statu quo).
- Las abreviaturas que se leen a menudo deletreadas se pueden escribir como siglas:

S. L. o SL
S. A. o SA

## Controversias
Las innovaciones ortográficas introducidas no han estado exentas de polémicas como son, entre otras, las suscitadas por la uniformización recomendada del nombre de las letras del alfabeto, por el hecho de que con las nuevas normas haya palabras escritas que dejan dudas sobre su dicción o por la nueva forma de uso del prefijo «ex-».